# 튜브플
튜브플(Tubeple)은 대한민국의 동영상 공유 사이트이다. 네티즌들이 인터넷 밈을 활용한 패러디 영상을 비롯하여 각종 유튜브 영상들 위에 댓글이 보이게 하는 시스템이다. 예전 유명했던 티비플에서 영감을 얻었으며 예전 티비플과는 다르게 사이트 내에서 유튜브 영상을 재생하는 시스템으로 불법 다운로드 및 재업로드로 저작권 침해가 일어나기 어렵다.

## 유사 사이트
- 니코니코 동화
- 비리비리
- 아트리
- 길동

## 같이 보기
- 동영상 공유 사이트
- 인터넷 밈
- 손수제작물
- 스트리밍